# Лондонський шпигун (серіал, 2015)
Лондонський шпигун (англ. London Spy) — британсько-американський драматичний мінісеріал, створений Томом Робом Смітом та показаний на телеканалі «BBC Two» в період із 9 листопада по 7 грудня 2015 року о 21-й годині.

## Синопсис
Події розгортаються навколо випадкової романтичної зустрічі двох хлопців з абсолютно різних верств суспільства. Один із них служить у таємній службі розвідки «МІ6», інший повністю занурений у світ танцю в юнацькій клубній тусовці. Комунікабельний, веселий, романтичний і легковажний Денні закохується в загадкового й геніального психопата Алекса. Тоді, як вони обоє розуміють, що їхні стосунки переростають у справжнє кохання, Алекс раптово зникає. Недосвідчений Денні кидається на пошуки друга в заплутаному світі британської розвідки, і постає перед дилемою: чи готовий він продовжувати рухатись уперед у пошуках істини.

## У ролях
Головний склад

| Актор             | Роль                         |
| ----------------- | ---------------------------- |
| Бен Вішо          | Деніел Едвард Гольт          |
| Джим Бродбент     | Скотті                       |
| Едвард Голкрофт   | Алістер Тернер               |
| Саманта Спіро     | детектив Тейлор              |
| Лоррейн Ешборн    | кухарка Тернерів Ненні       |
| Девід Гейман      | доглядач Тернерів            |
| Кларк Пітерс      | американець                  |
| Шарлотта Ремплінг | мати Алістера Френсіс Тернер |
| Марк Гетісс       | Річ                          |
| Гаррієт Волтер    | ректор університету Клер     |
| Джеймс Фокс       | Джеймс                       |
| Едріан Лестер     | професор Маркус Шо           |
| Ріккардо Скамарчо | допельгангер                 |

Запрошені

| Актор            | Роль                          |
| ---------------- | ----------------------------- |
| Джозеф Алтін     | Павел                         |
| Зрінка Цвітешіч  | Сара                          |
| Ніколас Чаґрін   | батько Алістера Чарльз Тернер |
| Річард Каннінґем | адвокат Денні                 |

## Список епізодів
| № | Назва                                 | Режисер            | Сценарист    | Дата трансляції на BBC Two | Глядачі (млн.) |
| --- | ------------------------------------- | ------------------ | ------------ | -------------------------- | -------------- |
| 1 | «Lullaby / Колискова»                 | Джейкоб Вербруґґен | Том Роб Сміт | 9 листопада 2015           | 3,2            |
| Денні стикається з Алексом на одному з лондонських мостів. Згодом вони починають зустрічатись. За вісім місяців Денні знайомить Алекса зі своїм давнім другом Скотті, пізніше розповідає про своє минуле, після чого Алекс зникає. Денні намагається розшукати його, та все марно. На своїй роботі він виявляє адресовану на своє ім'я посилку, у якій містяться ключі від будинку Алекса. Вирушивши до нього він виявляє мертве тіло Алекса на горищі його квартири. Викликавши поліцію він знаходить невеличний предмет циліндричної форми та вирішує залишити його собі. На допиті в поліції він дізнається, що весь цей час Алекс, справжнє ім'я якого Алістер, брехав про себе.                                                                                   |                                       |                    |              |                            |                |
| 2 | «Strangers / Незнайомці»              | Джейкоб Вербруґґен | Том Роб Сміт | 16 листопада 2015          | 2,2            |
| Денні вирішує розповісти журналістам своє бачення ситуації, що трапилась з Алістером. Відтак у розмові зі Скотті дізнається, що 30 років тому його друг був шпигуном. Журналісти друкують брехливу статтю про Денні, яка загрожує йому позбавленням роботи. Денні вирушає на зустріч із т.зв. батьками Алістера, та згодом здогадується, що вони підставні. Того ж дня Денні зустрічається з його справжніми батьками. Мати Алістера намагається ввести Денні в оману щодо свого сина, проте він їй не вірить. Повернувшись до Лондона він отримує від незнайомця візитівку та поміщену в карамель капсулу. |                                       |                    |              |                            |                |
| 3 | «Blue / Синій»                        | Джейкоб Вербруґґен | Том Роб Сміт | 23 листопада 2015          | 2,0            |
| Серед ночі поліція відвозить Денні на допит, де його попередньо звинувачують у вбивстві Алістера. Денні хоче довести свою непричетність, тому вирушає до свого давнього знайомого Річа за інформацією, їзда до якого виявляється марною. Згодом він робить тест на ВІЛ та дізнається, що інфікований. Денні підозрює, що його інфікували на допиті, про що розповідає своєму другові Скотті. Також Скотті дізнається від Денні, що той дещо взяв із квартири Алістера. Вони зустрічаються з подругою Скотті, яка є президентом і ректором університетського коледжу Лондона, а відтак прямують до клубу, де зустрічаються з давнім колегою Скотті Джеймсом, щоб здобути інформацію про вбивство Алістера. Після, Річ передає Денні пакет, у якому той виявляє телефон. |                                       |                    |              |                            |                |
| 4 | «I Know / Я знаю»                     | Джейкоб Вербруґґен | Том Роб Сміт | 30 листопада 2015          | 1,87           |
| Денні телефонує незнайомець, з яким, пізніше, він зустрічається в кафе. Згодом Денні у власний спосіб прощається з Алексом, а відтак отримує доступ до його закодованої флешки. Він вирушає до Скотті, де знаходить його в напівмертвому стані та відвозить до лікарні. Після, вони прямують до схованки Денні, куди пізніше прибувають Клер та професор Маркус. Денні викликають на допит, де повідомляють, що з нього зняті всі обвинувачення. Ввечері, після дзвінка від Скотті Денні знаходить його мертве тіло та передсмертний лист. |                                       |                    |              |                            |                |
| 5 | «If This Is a Lie / Раптом це брехня» | Джейкоб Вербруґґен | Том Роб Сміт | 7 грудня 2015              | 2,06           |
| Після поховань друга Денні переїжджає до його будинку. Детектив Тейлор розповідає йому про власні підозри щодо смерті Скотті, а відтак Денні вирішує надрукувати працю Алістера в газетах, та вони відмовили йому в поширенні матеріалу. До Денні завітали його батьки, які ввели його в оману й відвезли до свого дому, де він дізнався, що все це спектакль британських спецслужб. Денні відвідує зустрічі хворих на СНІД, де розповідає про події, які пов'язані з ним та Алістером. Після відмови Маркуса та Клер допомогли йому довести справу до кінця, він вирушає до Френсіс, де та розповідає йому про свою участь у вбивстві Алістера та погоджується допомогти Денні.                                                                                       |                                       |                    |              |                            |                |